# Georgia Davies
Georgia Davies (ur. 11 października 1990 w  Londynie) – brytyjska pływaczka, specjalizująca się w stylu grzbietowym.
Wicemistrzyni Europy na krótkim basenie ze Szczecina na 50 m stylem grzbietowym.
Uczestniczka igrzysk olimpijskich w Londynie (2012) na 100 m stylem grzbietowym (15. miejsce).